# La gritería
La gritería es una festividad nicaragüense, de inspiración católica, realizada en honor a la Purísima e Inmaculada Concepción de María surgida a principios del siglo XVIII. Esta fiesta es una de las más importantes del país y se celebra en sus distintos pueblos y ciudades y en aquellos lugares donde la colonia nicaragüense es importante como en Estados Unidos, Costa Rica o España, tiene una relevancia especial en la ciudad de León, donde se originó.
Se celebra la noche del 7 de diciembre, víspera de la fiesta católica de la Inmaculada Concepción de María, devotos recorren las calles y visitan diferentes altares erigidos en honor a la Virgen María, en templos y casas particulares, realizando rezos, cánticos y quemando pólvora (cohetes y juegos pirotécnicos) a la vez que se grita "¿Quién causa tanta alegría?" y se responde "¡La Concepción de María!". Los habitantes de las casas reciben a los devotos con un «brindis», llamado popularmente «la gorra».

## Origen

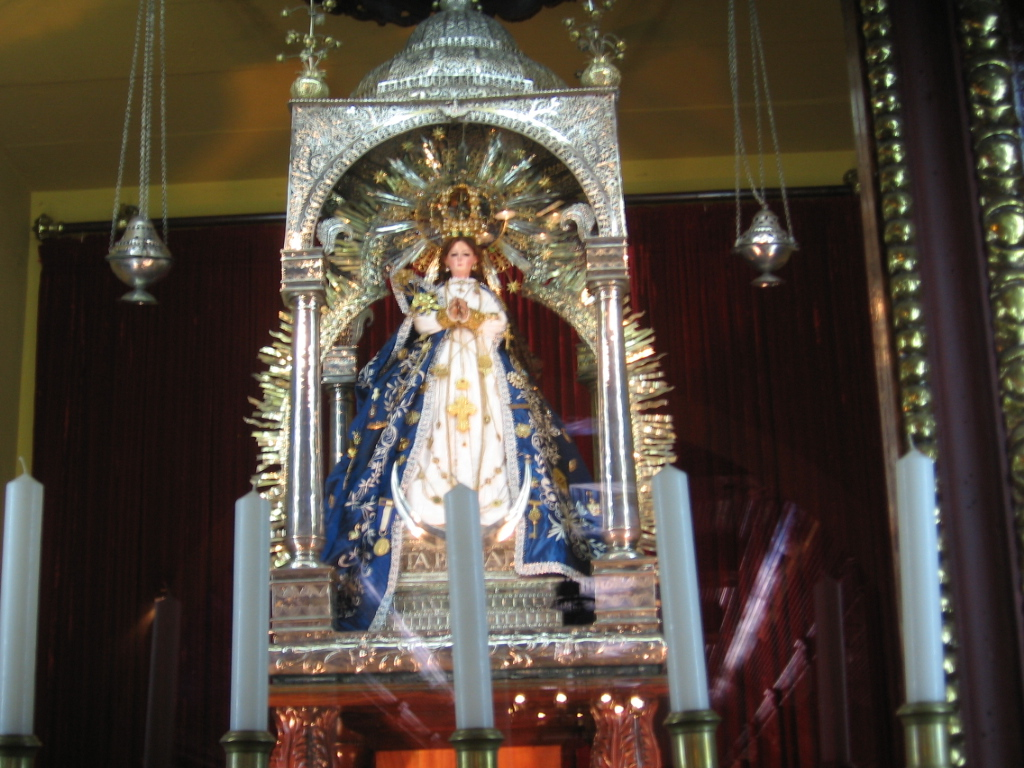
Imagen de la Inmaculada Concepción del Santuario Nacional de El Viejo, traída en 1562 por Pedro Alonso Sánchez de Cepeda y Ahumada.

Los misioneros españoles, en particular los franciscanos, trajeron a América la devoción por la Virgen María y su Inmaculada Concepción. El origen de esta fiesta, en su versión nicaragüense, se remonta posiblemente al siglo XVIII y surgió en la iglesia de San Francisco de la ciudad de León. Los frailes franciscanos oficiaban rezos de la novena a la Inmaculada Concepción, repartiendo la tradicional gorra. Esta tradición gustó mucho a la ciudad de León, solidificando ahí la devoción Inmaculista.
Los franciscanos animaron al pueblo a rezar la novena en sus casas e invitar a sus vecinos. La novena concluía el 7, la víspera de la fiesta. Siendo este el día más importante del rezo, León se encontraba lleno de "Purísimas", que son el rezo de los días de la novena. El pueblo leonés, invitado a muchas Purísimas, iba de una a otra, a penas cantando un poco en cada una y recibiendo el brindis. Así se fue desarrollando la noche de gritería, que para mediados del siglo XVIII estaba bien establecida en León.
Basado en la evidencia documental se puede establecer que para 1742 ya era costumbre arreglar y alumbrar las calles para que los leoneses fueran de casa en casa celebrando la Purísima. Una anécdota que describe el historiador Edgardo Buitrago narra el origen del famoso grito ¿Quién causa tanta alegría? ¡La Concepción de María! como una expresión retórica que decían los frailes franciscanos al ver lo alborotada que estaba la ciudad, animando y enseñando al pueblo a usarla como saludo. No tardó el pueblo en apropiarse de esta expresión para saludarse cuando personas conocidas se cruzaban yendo de casa en casa por las calles de León.

### Restauración de 1857

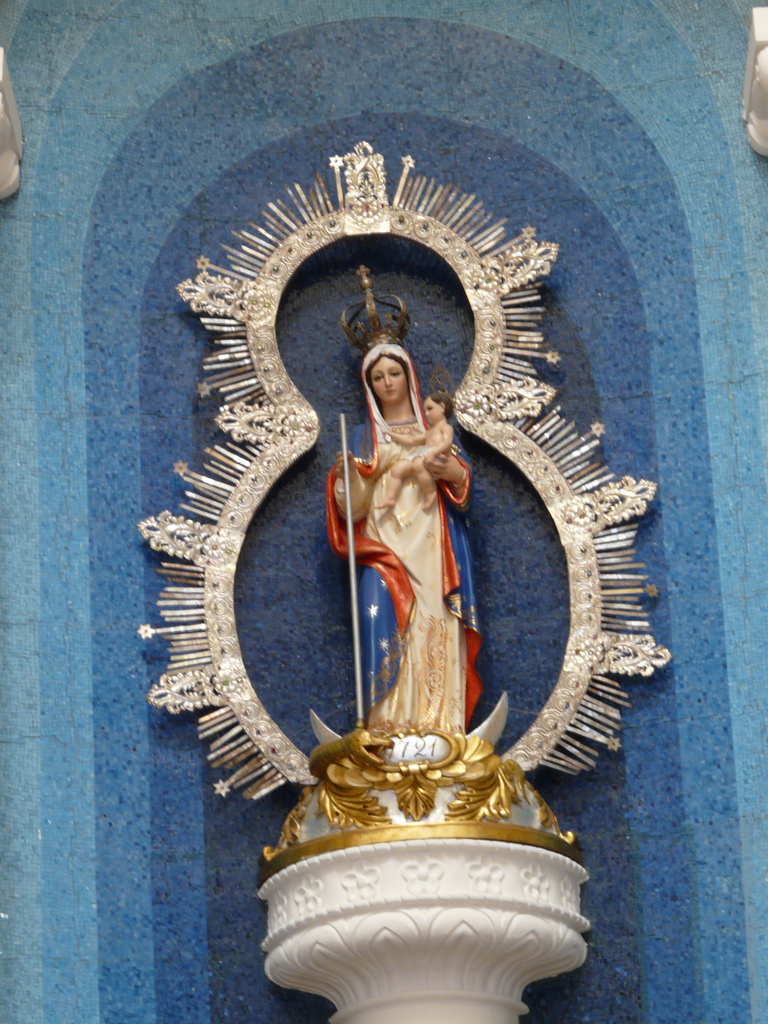
Imagen de la Conchita de Granada.

La guerra nacional empobreció grandemente los festejos de la Purísima, incluyendo la gritería. Narra el historiador Nicolás Buitrago Matus que apenas se rezaba tristemente en los aposentos. El encargado de restaurar estas tradiciones, una vez restaurada la paz en Nicaragua, fue el canónigo Gordiano Carranza. El 7 de diciembre de 1857 desde el atrio de la Iglesia de San Felipe armó una enramada donde colocó a la Purísima y animó al pueblo a visitar casa por casa y a alzar sus propios altares a la vez de rezar, cantar y gritar a la Virgen. De León la fiesta saltó a Masaya, Managua y a Granada y de allí se extendió por todo el país.
En las distintas ciudades de Nicaragua la gritería adquirió un carácter distinto, así como la celebración de la Purísima en general. La forma más conocida es la leonesa, siendo la original y la gritería en León la principal en todo el país. El culto a la Purísima en León, a diferencia del de otras ciudades en Nicaragua, no se centra en una imagen en específico, pero nace de una expresión íntima de cada hogar y cada persona a la Madre de Dios.

### El grito
El 7 de diciembre al medio día, a las 6 p. m. y el 8 de diciembre a media noche, al medio día y a las 6 p. m. se realizan repiques de pólvora. 
El obispo comienza la gritería gritando desde el atrio de Catedral  "¿Quién causa tanta alegría?". Se realiza frente a Catedral una alborada con pólvora, gigantonas, filarmónicos y toros encuetados. A este grito y alborada se le conoce como "El Grito" y es tradición que antes de darlo el obispo dice unas palabras de devoción a la Bendita Virgen María.

## Los cantos
Existen muchos cantos dedicados a La Purísima, de los cuales cuatro fueron compuestos y musicalizados por el músico Alejandro Vega Matus de Masaya, estos son los siguientes:
- Salve Azucena Divina
- Por eso el cristianismo
- Tu gloria, tu gloria
- Toda Hermosa Eres María

La mayoría de los cantos son de la época virreinal: 
- ¡Oh Virgen de Concepción!
- Salve Virgen bella
- Adiós Reina del Cielo
- Diciembre Alegre
- No cesará mi lengua
- Sagrada Reina del Cielo
- Pues concebida
- Salve salve cantando a María
- Virgencita incomparable
- Eres Tú Pastora
- Dulces Himnos
- Alabado (que tiene la música de Toda Hermosa)
- Hermosa doncella
- Los cielos La tierra
- Sale al mundo

El único canto que no es nicaragüense, por ser de origen francés, es Del cielo ha bajado, conocido internacionalmente como el Ave de Lourdes. En 1958 dichos cantos fueron grabados por primera vez en discos LP por la orquesta Conjunto Centauro, del compositor Julio Max Blanco, y el coro de Elia Orozco. Esos tres discos titulados Diciembre en Nicaragua, que también incluyen villancicos y sones de pascua, fueron producidos por Salvador Cardenal Argüello.

## La gritería de Penitencia

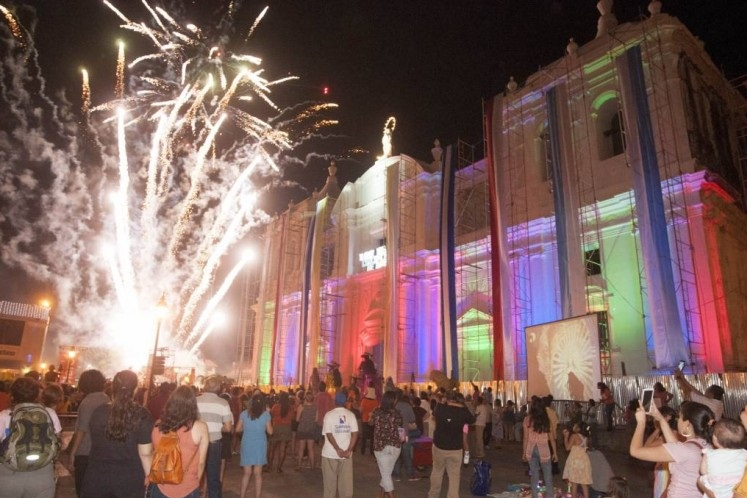
Celebración de la Gritería en León.

El volcán Cerro Negro, desde que nació el 13 de abril de 1850 ha hecho erupción varias veces atormentando a los habitantes de la ciudad de León Santiago de los Caballeros que se sitúa a escasos 25 kilómetros al suroeste del volcán en el occidente de Nicaragua.
Entre los meses de julio y agosto de 1947 hizo erupción y era tal la lluvia de ceniza sobre la ciudad que se acumulaba en las calles, los techos de tejas de las casas colapsaban y peligraba hasta la misma azotea de la imponente Catedral; no se podía respirar por lo que el obispo de dicha diócesis Isidro Augusto Oviedo y Reyes le prometió a La Bendita Virgen María, que en ruego por su intercesión ante Dios Todopoderoso, se celebraría «La gritería de Penitencia», conocida popularmente como "La gritería chiquita" para no confundirla con la del 7 de diciembre, sorprendentemente en la noche del 14 de agosto paró la erupción y desde entonces cada 14 de agosto (víspera de la fiesta de La Asunción de La Bendita Virgen María), se celebra esta fiesta religiosa popular propia de Nicaragua.

## Formas de celebrar la gritería

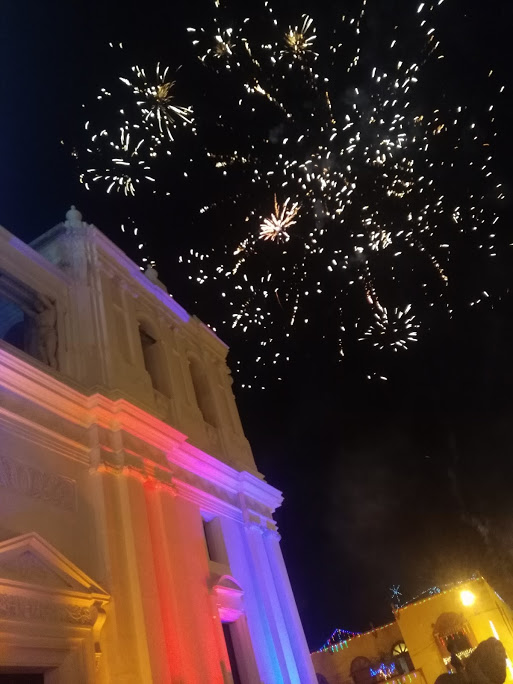
Repique de fuegos artificiales, Gritería 2018. Catedral de León, Nicaragua.

Actualmente la gritería se celebra en todo Nicaragua, pero cada lugar le ha dado modalidades diferentes:
- En León Los altares son famosos y se levantan en el interior de cada hogar. Lo tradicional es saludar con el grito de ¿Quién causa tanta alegría? a lo que se contesta ¡La concepción de María! y cantar algún alabado a María Santísima.

- En Granada, por el contrario, los altares son hechos en la calle y se hacen procesiones que van de un altar a otro altar. Cada barrio de esta ciudad hace lo mejor que puede para presentar su altar de la mejor manera.

- En las ciudades del norte del país la fiesta reviste un carácter más religioso e íntimo: En Jinotega, además de cantarle a La Virgen al pie de cada altar, los grupos familiares se detienen a rezar y se sirve el agualoja que es una bebida fermentada de maíz.

- En Chinandega algunos grupos acompañan con guitarra los cantos de La Purísima y la carretera que une el municipio de El Viejo con la ciudad de Chinandega se ve traficada toda la noche por carros bulliciosos que llevan los grupos a gritar de una a otra ciudad. En El Viejo también se hace la gritería al mediodía; en la mañana del 6 de diciembre, tras una misa, se hace la Lavada de la plata es decir se lavan los vasos sagrados, platería antigua del tiempo del virreinato y las coronas de la imagen de la Virgen de La Concepción del Trono (Santuario Nacional Mariano de Nuestra Señora La Inmaculada Concepción (Virgen del trono)).[8]

- En Managua el derroche de pólvora es mayor que en el resto del país y a las 12 de la noche los juegos pirotécnicos llenan de alegría, de color y de ruido toda la ciudad. Los altares son hechos en los porches y garajes de las casas. El barrio en el cual es más celebrada la gritería es el barrio Monseñor Lezcano (al oeste de la capital) pues en los días de la novena –28 de noviembre al 6 de diciembre– se hacen procesiones con la imagen de La Virgen en este sector desde 1973, tras el terremoto del 23 de diciembre de 1972.

### La gorra
La gorra es el brindis que reciben los devotos y consiste de dulces típicos preparados para la ocasión, tales como: cajetas de coco, de leche, de zapoyol, gofio de pinolillo, leche de burra,  huevo chimbo y enchiclado; frutas como limones y naranjas dulces, trozos de caña de azúcar; platillos tipícos como el nacatamal; bebidas tipícas como chicha de maíz, chicha de cohombro, el compuesto (ponche de frutas con una porción de ron); postres típicos como pío quinto, ayote en miel de dulce de caña, atolillo de maíz, arroz con leche.
Desde la década de los años 1980 del siglo XX, se ha generalizado que la gorra este compuesta por artículos de uso como cajetillas de fósforos, encendedores, lápices de colores, ropa (camisetas) y juguetes a los niños; o bien, de consumo como arroz, frijol y azúcar.
Durante los años 1980 y en la actualidad las instituciones de gobierno, pese a ser un Estado laico según la Constitución Política de Nicaragua, rinden homenaje a la Purísima Concepción de María, construyendo altares sobre la Avenida Bolívar en donde el pueblo de Managua se congrega para admirar los diversos diseños y coloridos de dichos altares. A esta tradición se opone algún Obispo que la tacha de paganismo, sin embargo la población concurre masivamente a este sector de Managua que poco a poco se recupera después de 40 años del terremoto que asoló ésta capital.

## Significado en el ser nicaragüense
"- ¿Quién causa tanta alegría?"
"Este (grito) es el mayor símbolo cultural y religioso, que identifica al nicaragüense en el exterior –niño, joven y adulto– aunque no sea de la hermandad católica. Un caso único de fe, conciencia, tradición, cultura y patriotismo, se hace costumbre popular única: Esta es la Purísima y su cultura mariana."
Monseñor Silvio Fonseca Martínez. Vicario de la Familia, Arquidiócesis de Managua.
"La Purísima es una fiesta a la Virgen María que se celebra entre el 28 de noviembre y el 8 de diciembre. El 7 es la culminación, con "La Gritería". Es la fiesta más popular del año para la mayoría de los nicaragüenses."

## Lugares con el nombre de La Concepción
- En el siglo XVI los franciscanos bautizaron el volcán Omeyatecigua, de la isla de Ometepe con el nombre de Concepción pues tenía el nombre de una deidad indígena.

- En 1675 se terminó de construir el Castillo de la Inmaculada Concepción, en que el 2 de agosto de 1762 (el quinto día de sitio por parte de una flota de la Real Marina Británica) un gorrioncito entró a la capilla del Castillo cantando y aleteando delante de la imagen de la Inmaculada Concepción de la Concha, su patrona, y salió y volvió al rato para salir después. Al día siguiente los ingleses se retiraron, derrotados por Rafaela Herrera (hija del recién fallecido comandante de la fortaleza, don Pedro Herrera), por lo que se consideró un milagro del que fueron testigos el capellán de la fortaleza fray José de Villanueva y las mujeres que estaban dentro de la capilla.

- En el siglo XVIII fue fundada la Villa de La Purísima Concepción de Rivas como cabecera del partido de Rivas y actualmente es la ciudad de Rivas en el departamento homónimo.

- En el departamento de Masaya existe el municipio de La Concepción, también llamado 'La Concha'.

- En el país existen muchas parroquias que tienen como patrona a La Virgen con el dogma de la Inmaculada Concepción, incluyendo la Catedral Metropolitana de Managua.